# Stazione meteorologica di Andretta
La stazione meteorologica di Andretta è la stazione meteorologica di riferimento relativa alla località di Andretta.

## Coordinate geografiche
La stazione meteo si trova nell'Italia meridionale, in Campania, in provincia di Avellino, nel comune di Andretta, a 850 metri s.l.m. e alle coordinate geografiche 40°56′N 15°19′E.

## Dati climatologici
In base alla media trentennale di riferimento 1961-1990, la temperatura media del mese più freddo, gennaio, si attesta a +3,2 °C; quella del mese più caldo, agosto, è di +21,9 °C .
| Andretta           | Mesi | Mesi | Mesi | Mesi | Mesi | Mesi | Mesi | Mesi | Mesi | Mesi | Mesi | Mesi | Stagioni | Stagioni | Stagioni | Stagioni | Anno |
| Andretta           | Gen  | Feb  | Mar  | Apr  | Mag  | Giu  | Lug  | Ago  | Set  | Ott  | Nov  | Dic  | Inv      | Pri      | Est      | Aut      | Anno |
| ------------------ | ---- | ---- | ---- | ---- | ---- | ---- | ---- | ---- | ---- | ---- | ---- | ---- | -------- | -------- | -------- | -------- | ---- |
| T. max. media (°C) | 5,0  | 6,9  | 9,3  | 14,5 | 18,7 | 23,3 | 26,3 | 27,3 | 23,4 | 17,8 | 12,8 | 8,0  | 6,6      | 14,2     | 25,6     | 18,0     | 16,1 |
| T. min. media (°C) | 1,4  | 1,7  | 3,4  | 7,1  | 9,9  | 13,5 | 15,5 | 15,6 | 13,9 | 10,8 | 7,3  | 3,9  | 2,3      | 6,8      | 14,9     | 10,7     | 8,7  |